# 裙带菜酒 (性文化)
裙带菜酒（わかめ酒）是日本的一种成人游戏，和女体盛、花电车等一样是日本传统性文化的一部分。
女性裸露身体（或者仅下半身裸露），由正坐姿势开始，上半身向后背弯曲，并向大腿和下腹部形成的凹处倒酒，将女性自己的身体作为酒器。由于酒会从苗条的女性大腿之间的缝隙中漏下，所以对于丰腴的女性更为适当。名字的来由是因为“阴毛在酒中摇曳的样子仿佛像裙带菜一样”。
裙带菜酒是源于日本江户时代在红灯区流传的一种成人娱乐活动，在许多江户时代的文学作品中都有出现。不过，这基本上是熟客和游女(娼妓)之间的一对一游戏，并不是在榻榻米房间里直接所做的事情，而是可以做的“秘密事情”。只有多次与游女见面并建立特殊关系才能做到这一点。后来在遊郭的艺妓，有的也会提供裙带菜酒作为成人座敷游。
裙带菜酒的历史久远，据说明治时期的伊藤博文很喜欢和艺妓做这种秘密的成人游戏，但一般来说从20世纪50年代中期开始才比较常见。

## 脚注
1. ↑  .   [2024-01-30]. （原始内容存档于2024-01-30）.
2. ↑  .   [2024-01-30]. （原始内容存档于2023-11-11）.
3. ↑  斎藤光 (性科学者) (編著)、 澁谷知美 (編集)、 三橋順子 (編)、井上章一 (編) 『性的なことば』 講談社 2010年1月 p.308. ISBN 978-4062880343 なお、執筆者のひとりである澁谷知美は、本項目の過去版における命名由来の間違いを指摘している。